# 加納麻衣
加納 麻衣（かのう まい）
1. 熊本県出身のローカルタレント。本項で記述。
2. 大阪府出身の女性歌手・ダンサー。ローラーダンスユニット「Accel」のメンバー。（本人ブログ）

加納 麻衣（かのう まい、1984年1月1日 - ）は、熊本県を拠点に活動する女性ローカルタレント。

## 人物
- 熊本県合志市出身。血液型O型。
- 趣味は部屋の模様替え、人間観察。特技は逆立ち歩き。
- 熊本県立第一高等学校、熊本学園大学外国語学部英米学科卒業後、マスコミ関係へ就職を希望していたが、就職ができず、どうしようかと受験したJR九州の列車内でサービスを担当する女性客室乗務員「つばめレディー」に採用。採用から半年後にRKK（熊本放送）ラジオのミミーキャスターの採用試験があることを知り、受験し、合格した。「つばめレディー」の仕事を続けるか、熊本に戻ってミミーキャスターになるか悩んだ末、最終的にミミーキャスターになることを選んだ。
- 元RKKラジオのミミーキャスター（32期生）。2007年4月から2010年3月まで活躍していた。ミミーキャスター卒業後、ローカルタレントに転身。RKKをはじめとする熊本のテレビ・ラジオ各局で活躍している。
- 2019年1月1日をもって出産の為産休に入り、同年6月3日の「とんでるワイド 大田黒浩一のきょうも元気!」（熊本放送）より復帰している。
- 「とんでるワイド」で水曜日を担当していた樫山結からは、親しみを込めて「まい姉（ねえ）」と呼ばれている。

## 現在の出演番組
2019年7月現在。

### テレビ
- サタデココ（熊本県民テレビ、リポーター）

等

### ラジオ
- とんでるワイド 大田黒浩一のきょうも元気!（熊本放送、月・火→月曜MC、2013年4月1日-2018年12月31日・2019年6月3日-）
- 午後2時5分一寸一服（熊本放送、火曜→月曜担当。火曜 : 2015年4月1日-2019年1月1日・2019年6月4日-2023年10月10日・月曜 : 2023年10月16日-）

## 過去の出演番組

### テレビ
- Happy Sunday ココSmile（熊本県民テレビ、リポーター）
- すてきネットワーク シャラ倶楽部（JCNくまもと、リポーター）
- roasso magazine（熊本放送）

### ラジオ
- まさやんのラジオ・デスマス（熊本放送、2010年-2013年3月31日）
- 奥田圭のさんさんラジオ（熊本放送、月・火曜パーソナリティ。2012年4月3日-2013年3月26日）
- こちら九州ラジオ村（熊本放送、2010年-2017年3月）
- 特ダネハンター中華首藤!（FMK）
- 進路指導室（FMK）